# Élections législatives de 1988 dans le Cher
Les élections législatives françaises de 1988 se déroulent les 5 et 12 juin 1988.  Dans le département du Cher, trois députés sont à élire dans le cadre de trois circonscriptions.

## Élus
| Circonscription | Député sortant        | Parti                 | Parti                 | Député élu ou réélu  | Parti | Parti    |
| --------------- | --------------------- | --------------------- | --------------------- | -------------------- | ----- | -------- |
| 1re             | Scrutin proportionnel | Scrutin proportionnel | Scrutin proportionnel | Jean-François Deniau |       | UDF (PR) |
| 2e              | Scrutin proportionnel | Scrutin proportionnel | Scrutin proportionnel | Jacques Rimbault     |       | PCF      |
| 3e              | Scrutin proportionnel | Scrutin proportionnel | Scrutin proportionnel | Alain Calmat         |       | app. PS  |

## Positionnement des partis
L'UDF et le RPR se présentent unis sous l'étiquette « Union du Rassemblement et du Centre » tandis que les candidats du Parti socialiste se rangent sous la bannière de la « Majorité présidentielle pour la France unie », slogan de la campagne présidentielle de François Mitterrand.

## Résultats

### Résultats à l'échelle du département
| Parti          | Parti                               | Premier tour | Premier tour | Second tour | Second tour | Sièges |
| Parti          | Parti                               | Voix         | %            | Voix        | %           | Sièges |
| -------------- | ----------------------------------- | ------------ | ------------ | ----------- | ----------- | ------ |
|                | Union pour la démocratie française  | 32 936       | 22,31        | 45 680      | 28,53       | 1      |
|                | Rassemblement pour la République    | 21 718       | 14,71        | 28 944      | 18,08       | 0      |
|                | Divers droite                       | 517          | 0,35         |             |             | 0      |
|                | Union du Rassemblement et du Centre | 55 171       | 37,37        | 74 624      | 46,61       | 1      |
|                |                                     |              |              |             |             |        |
|                | Parti socialiste                    | 47 431       | 32,13        | 58 288      | 36,40       | 1      |
|                | La France unie                      | 47 431       | 32,13        | 58 288      | 36,40       | 1      |
|                |                                     |              |              |             |             |        |
|                | Parti communiste français           | 33 691       | 22,82        | 27 205      | 16,99       | 1      |
|                | Front national                      | 11 338       | 7,68         |             |             | 0      |
|                |                                     |              |              |             |             |        |
| Inscrits       | Inscrits                            | 225 298      | 100,00       | 224 975     | 100,00      | 3      |
| Abstentions    | Abstentions                         | 74 743       | 33,18        | 60 669      | 26,97       |        |
| Votants        | Votants                             | 150 555      | 66,82        | 164 306     | 73,03       |        |
| Blancs et nuls | Blancs et nuls                      | 2 924        | 1,94         | 4 189       | 2,55        |        |
| Exprimés       | Exprimés                            | 147 631      | 98,06        | 160 117     | 97,45       |        |

### Résultats par circonscription

#### Première circonscription (Bourges - Aubigny-sur-Nère)
| Candidat       | Candidat                           | Parti          | Premier tour | Premier tour | Second tour | Second tour |  |
| Candidat       | Candidat                           | Parti          | Voix         | %            | Voix        | %           |  |
| -------------- | ---------------------------------- | -------------- | ------------ | ------------ | ----------- | ----------- |  |
|                | Jean-François Deniau sortant réélu | UDF (PR) (URC) | 21 033       | 43,54        | 27 407      | 51,91       |  |
|                | Jean-Pierre Saulnier               | PS             | 14 850       | 30,74        | 25 393      | 48,09       |  |
|                | Maxime Camuzat                     | PCF            | 8 331        | 17,24        |             |             |  |
|                | Jean d'Ogny                        | FN             | 4 097        | 8,48         |             |             |  |
|                |                                    |                |              |              |             |             |  |
| Inscrits       | Inscrits                           | Inscrits       | 73 387       | 100,00       | 73 353      | 100,00      |  |
| Abstentions    | Abstentions                        | Abstentions    | 24 167       | 32,93        | 19 443      | 26,51       |  |
| Votants        | Votants                            | Votants        | 49 220       | 67,07        | 53 910      | 73,49       |  |
| Blancs et nuls | Blancs et nuls                     | Blancs et nuls | 909          | 1,85         | 1 110       | 2,06        |  |
| Exprimés       | Exprimés                           | Exprimés       | 48 311       | 98,15        | 52 800      | 97,94       |  |

#### Deuxième  circonscription (Vierzon)
| Candidat       | Candidat                       | Parti           | Premier tour | Premier tour | Second tour | Second tour |  |
| Candidat       | Candidat                       | Parti           | Voix         | %            | Voix        | %           |  |
| -------------- | ------------------------------ | --------------- | ------------ | ------------ | ----------- | ----------- |  |
|                | Jacques Rimbault sortant réélu | PCF             | 15 429       | 35,94        | 27 205      | 59,82       |  |
|                | Pierre Le Cocq                 | UDF (URC) (URC) | 11 903       | 27,73        | 18 273      | 40,18       |  |
|                | Jean Rousseau                  | PS              | 11 865       | 27,64        | Retrait     | Retrait     |  |
|                | François Scheid                | FN              | 3 217        | 7,49         |             |             |  |
|                | Bernard Donati                 | Divers droite   | 517          | 1,2          |             |             |  |
|                |                                |                 |              |              |             |             |  |
| Inscrits       | Inscrits                       | Inscrits        | 67 545       | 100,00       | 67 498      | 100,00      |  |
| Abstentions    | Abstentions                    | Abstentions     | 23 732       | 35,14        | 20 376      | 30,19       |  |
| Votants        | Votants                        | Votants         | 43 813       | 64,86        | 47 122      | 69,81       |  |
| Blancs et nuls | Blancs et nuls                 | Blancs et nuls  | 882          | 2,01         | 1 644       | 3,49        |  |
| Exprimés       | Exprimés                       | Exprimés        | 42 931       | 97,99        | 45 478      | 96,51       |  |

#### Troisième circonscription (Saint-Amand-Montrond)
| Candidat       | Candidat                   | Parti          | Premier tour | Premier tour | Second tour | Second tour |  |
| Candidat       | Candidat                   | Parti          | Voix         | %            | Voix        | %           |  |
| -------------- | -------------------------- | -------------- | ------------ | ------------ | ----------- | ----------- |  |
|                | Serge Vinçon               | RPR (URC)      | 21 718       | 38,51        | 28 944      | 46,81       |  |
|                | Alain Calmat sortant réélu | app. PS        | 20 716       | 36,74        | 32 895      | 53,19       |  |
|                | Marguerite Renaudat        | PCF            | 9 931        | 17,61        |             |             |  |
|                | Louis Magdelenat           | FN             | 4 024        | 7,14         |             |             |  |
|                |                            |                |              |              |             |             |  |
| Inscrits       | Inscrits                   | Inscrits       | 84 366       | 100,00       | 84 124      | 100,00      |  |
| Abstentions    | Abstentions                | Abstentions    | 26 844       | 31,82        | 20 850      | 24,78       |  |
| Votants        | Votants                    | Votants        | 57 522       | 68,18        | 63 274      | 75,22       |  |
| Blancs et nuls | Blancs et nuls             | Blancs et nuls | 1 133        | 1,97         | 1 435       | 2,27        |  |
| Exprimés       | Exprimés                   | Exprimés       | 56 389       | 98,03        | 61 839      | 97,73       |  |